# Carev most
Carev most se ubraja u najljepše objekte ove vrste u Crnoj Gori. Izgrađen je 1896. godine, a po nekim podacima kao godina njegove izgradnje navodi se 1894. Carev most je najveći građevinski poduhvat onog vremena. Građen je uz pomoć ruskog cara Aleksandra III po kome je most i dobio ime. Plan za gradnju mosta preko Slivlja, po nalogu knjaza Nikole, izradio je dr. Josip Slade. Po tom planu izgrađen je veličanstveni most od tesanog kamena u dužini od 269 m, a na sredini je visok preko 13 m. Most je podignut na svodovima koji čine 18 okana.
Pavle Rovinski navodi podatak da je ovaj, najnoviji most (u njegovo vrijeme), otvoren 10. oktobra 1894. godine, dužine oko 870 m. Narod je naziv mosta skratio na carev most.

## Literatura
- Аполонович Ровински, Павел (1998). Етнографија Црне Горе, том I. ЦИД - Подгорица.